# 우뢰매
우뢰매 시리즈는 서울동화프로덕션의 영화로 1986년 《외계에서 온 우뢰매》로 시작하여 9탄인 《무적의 파이터 우뢰매》까지 나왔다.

## 시리즈 목록
- 《외계에서 온 우뢰매》- 1986년, 주연 : 심형래, 천은경
- 《외계에서 온 우뢰매 2》- 1986년, 주연 : 심형래, 송금란
- 《외계에서 온 우뢰매 전격 쓰리 작전》- 1987년, 주연 : 심형래, 천은경
- 《우뢰매 4탄 썬더V 출동》- 1987년, 주연 : 심형래, 천은경
- 《뉴머신 우뢰매 5》- 1988년, 주연 : 심형래, 이혜진
- 《제3세대 우뢰매 6》- 1989년, 주연 : 한정호, 김종아
- 《돌아온 우뢰매 7》- 1993년, 주연 : 심형래, 장지영
- 《에스퍼맨과 우뢰매 8》- 1993년, 주연 : 심형래, 천은경
- 《무적의 파이터 우뢰매》- 1993년, 주연 : 심형래, 유빈

## 같이 보기
- 슈퍼 홍길동 시리즈